# Roger Beck
Roger Beck (ur. 3 sierpnia 1983 w Schaan) – liechtensteiński piłkarz grający na pozycji napastnika. Od 2008 roku jest zawodnikiem klubu FC Balzers.

## Kariera klubowa
Swoją karierę piłkarską Beck rozpoczął w klubie FC Schaan. Zadebiutował w nim w 2000 roku. W 2003 roku odszedł do USV Eschen/Mauren. Latem 2003 przeszedł do austriackiego trzecioligowego VfB Hohenems. W sezonie 2007/2008 grał w innym austriackim klubie, Blau-Weiß Feldkirch. W 2008 roku został zawodnikiem FC Balzers.

## Kariera reprezentacyjna
W reprezentacji Liechtensteinu Beck zadebiutował 7 czerwca 2003 roku w przegranym 1:3 meczu eliminacji do Euro 2004 z Macedonią, rozegranym w Skopje. W debiucie zdobył gola, swojego jedynego w drużynie narodowej. W swojej karierze grał również w eliminacjach do MŚ 2006, do Euro 2008 i do MŚ 2010. W kadrze narodowej od 2003 do 2009 roku rozegrał 43 mecze i strzelił 1 gola.